# 名古屋市立杉村小学校
名古屋市立杉村小学校（なごやしりつ すぎむらしょうがっこう）は、愛知県名古屋市北区長田町にある名古屋市立小学校。

## 歴史

### 沿革
- 1927年（昭和2年） - 六郷尋常高等小学校と清水尋常小学校より、杉村尋常高等小学校が分離開校する[1]。
- 1935年（昭和10年） - 大杉尋常小学校が分離独立する[1]。
- 1947年（昭和22年）4月1日 - 学校教育法による名古屋市立大杉小学校となる[2]。

### 歴代校長
年は着任年を示す
- 2015年（平成27年） - 岩田浩幸[新聞 1]

### 児童数の変遷
『愛知県小中学校誌』（2018年）によると、児童数の変遷は以下の通りである。
| 1947年（昭和22年） | 1151人 |  |
| 1957年（昭和32年） | 1385人 |  |
| 1967年（昭和42年） | 865人  |  |
| 1977年（昭和52年） | 718人  |  |
| 1987年（昭和62年） | 391人  |  |
| 1997年（平成9年）  | 289人  |  |
| 2007年（平成19年） | 219人  |  |
| 2017年（平成29年） | 214人  |  |

## 通学区域
所管する名古屋市教育委員会は、2018年（平成30年）9月1日現在、北区のうち、生駒町5～7丁目・大杉町5～7丁目・城東町5～7丁目・杉栄町・長田町2～4丁目・東大杉町・東長田町・東水切町・水切町5～7丁目・芳野三丁目の全域および大曽根一丁目・杉村一丁目・芳野二丁目の各一部を通学区域として指定している。
また、卒業後の進学先は名古屋市立若葉中学校となっている。

## 交通
- 名古屋市営地下鉄名城線 志賀本通駅 1番出口下車 南へ徒歩7分[WEB 5]
- 名鉄瀬戸線 尼ヶ坂駅下車 北東へ徒歩8分[WEB 5]

## 発行物
- 名古屋市立杉村小学校 編『すぎむら 開校50周年記念』名古屋市立杉村小学校、1977年。

### WEB
1. ↑  “教育目標”.   名古屋市立杉村小学校. 2015年2月22日閲覧。
2. ↑  名古屋市教育委員会事務局総務部企画経理課企画統計係 (2018年9月18日). “北区の小・中学校一覧”.   名古屋市. 2018年11月14日閲覧。
3. ↑  名古屋市教育委員会事務局総務部教育環境計画室計画係 (2018年9月1日). “名古屋市立小・中学校の通学区域一覧（北区）” (PDF).   名古屋市. 2018年11月15日閲覧。
4. ↑  名古屋市教育委員会事務局総務部教育環境計画室計画係 (2018年4月1日). “名古屋市立中学校区一覧（小→中）” (PDF).   名古屋市. 2018年11月14日閲覧。
5. 1 2  “アクセス”.   名古屋市立杉村小学校. 2015年2月22日閲覧。

### 新聞
1. ↑  “名古屋市の教職員異動 校長・園長” (日本語). 中日新聞朝刊市民版・なごや東版:  p. 1. (2015年3月29日)

### 書籍
1. 1 2  北区制50周年記念事業実行委員会 1994, p. 360.
2. ↑  北区制50周年記念事業実行委員会 1994, p. 491.
3. ↑  六三制教育七十周年記念 愛知県小中学校誌 合同記念誌編集特別委員会 2018, p. 177.